# Вил, Джек
Джек Вил (англ. Jack Veal; род. 12 июня 2007, Лондон, Англия) — английский актёр, известный своей ролью ребёнка Локи в мини-сериале «Локи» (2021) от компании Marvel Studios.

## Ранняя жизнь
Джек Вил родился 12 июня 2007 года в Лондоне, Англия.

## Карьера
В 2017 году Вил появился в сериале «Стальная звезда» (2017) сервиса Amazon Prime Video и сериале «Конец ***го мира» (2017) сервиса Netflix в роли Саймона Брауна и молодого Джеймса соответственно. Впервые Вил снялся в своем полнометражном фильме «Меня зовут Ленни» (2017) в роли молодого Ленни. В 2018 году он появился в сериале BBC «Вызовите акушерку» и комедийном фильме «Фаворитка» в роли Кевина Ланта и Мальчика соответственно. В 2019 году он появился в криминальном фильме «The Corrupted» в роли молодого Лиама. В 2020 году он появился в фантастическом фильме «Питер Пэн и Алиса в стране чудес» (2020) в роли Кучерявого. После появления в нескольких телешоу и фильмах, Вил получил известность, когда получил роль альтернативной версии Локи - ребёнка Локи в телесериале «Локи» (2021).
В данный момент живёт в заброшенном фургоне как Винни из Голяка.

## Фильмография

### Фильмы
| Год  | Название                         | Роль          | Комментарии            |
| ---- | -------------------------------- | ------------- | ---------------------- |
| 2017 | My Name Is Lenny                 | Молодой Ленни |                        |
| 2018 | Фаворитка                        | Мальчик       |                        |
| 2019 | The Corrupted                    | Молодой Лиам  |                        |
| 2020 | Питер Пэн и Алиса в стране чудес | Кудрявый      |                        |
| 2020 | His Name Was Gerry               | Джек          | Короткометражный фильм |

### Телевидение
| Год         | Название          | Роль           | Комментарии                                        |
| ----------- | ----------------- | -------------- | -------------------------------------------------- |
| 2017 — 2019 | Стальная звезда   | Саймон Браун   | Эпизоды: «Fortunate Boy» и «Jack and Coke»         |
| 2017        | Конец ***го мира  | Молодой Джеймс | 5 эпизодов                                         |
| 2018        | Вызовите акушерку | Кевин Лант     | 3 эпизод 7 сезона                                  |
| 2021        | Локи              | Ребёнок Локи   | Эпизоды: «Событие Нексуса» и «Путешествие в тайну» |